# Red box (phreaking)
Una red box es un dispositivo que genera tonos para simular la inserción de monedas en los teléfonos públicos, engañando así al sistema para que complete las llamadas gratuitas. En los Estados Unidos, un níquel está representado por un tono, una moneda de diez centavos por dos, y una moneda de 25 centavos por un conjunto de cinco. Cualquier dispositivo capaz de reproducir sonidos grabados puede utilizarse potencialmente como una caja roja. Entre los dispositivos más utilizados se encuentran los marcadores de tonos modificados de Radio Shack, los reproductores personales de MP3 y las tarjetas de felicitación con grabación de audio.

## Detalles técnicos

### Estados Unidos
Los tonos se hacen reproduciendo juntos tonos de 1700 Hz y 2200 Hz. Un tono de 66 ms representa un níquel. Un conjunto de dos tonos de 66 ms separados por intervalos de 66 ms representan una moneda de diez centavos, y una cuarta parte está representada por un conjunto de cinco tonos de 33 ms con pausas de 33 ms. El sistema que maneja estos tonos se llama el Servicio Automatizado de Peaje de Monedas, o ACTS. Sin embargo, dado que el ACTS ha sido retirado del servicio en gran parte de los Estados Unidos, combinado con la integración de filtros acústicos en muchos teléfonos públicos, la práctica de la red box ya no es posible.

### Canadá
Canadá antes usaba un sistema telefónico de monedas ACTS al estilo estadounidense con un par de tonos que sonaba una vez por un níquel, dos veces por un centavo y cinco veces al recibir un cuarto. Estos teléfonos no aceptaban monedas de 1 dólar (o la posterior moneda de 2 dólares) y desaparecieron con el lanzamiento de los teléfonos públicos Nortel Millennium en la década de 1990. Los aparatos Millennium no utilizan los tonos de señalización ACTS en banda, ya que todo el manejo de monedas está automatizado en el propio teléfono.

### Reino Unido
En el Reino Unido, un tono de 1000 Hz para 200 ms representa una moneda de 10 peniques, y 1000 Hz para 350 ms representa una moneda de 50 peniques. Antes de este sistema, los primeros teléfonos públicos de pago en el Reino Unido utilizaban una resistencia, insertada en el bucle durante uno o varios períodos cortos seguidos de un breve destello (desconexión completa), para señalar las unidades de dinero insertadas. Los flashes simulaban estas señales destornillando la tapa del micrófono del teléfono e insertando en el circuito del micrófono una resistencia en paralelo con un pulsador de presión para abrir, conseguir la sincronización correcta era difícil y si no se hacía esto, el conjunto de relé controlaba la llamada en la central para liberarla, dejando caer la llamada. Esto era difícil de hacer de forma discreta en los teléfonos públicos exteriores, y era más común en interiores (por ejemplo, en las residencias de estudiantes). Manipular un teléfono de esta manera era obviamente ilegal y conllevaba el delito específico de "extraer electricidad" del GPO (más tarde la Oficina de Correos y más tarde todavía BT.)